# Discos Suicidas
Discos Suicidas fue una compañía discográfica independiente afincada en Vizcaya, fundada a principios de los años 1980.
Durante todos estos años han trabajado con grupos como: Reincidentes, El Último Ke Zierre, Eskorbuto, Doctor Deseo, Piperrak, Parabellum, Distorsión, Zarama, Don Cikuta, Bbs Paranoicos o Vómito, Radikal Hardcore o Ni Por Favor Ni Ostias entre otros.
Se fundaron para editar «Nahiko», el primer sencillo de Zarama. El nombre de Discos Suicidas proviene del «suicidio comercial» que suponía editar un álbum de un grupo de punk que cantaba en euskera.
Uno de sus fundadores fue Oskar Amezaga, músico del grupo Lavabos Iturriaga.